# Regole di regata della vela
Le Regole di regata della vela (comunemente "Regolamento di regata" o "Regolamento ISAF", in inglese Racing Rules of Sailing) sono una serie di regole pubblicate ogni quattro anni dalla Federazione Internazionale della Vela (anche ISAF, acronimo del nome inglese International Sailing Federation) atte a regolamentare in maniera uniforme e su scala mondiale le competizioni veliche. La versione in vigore è stata revisionata nel 2021.

## Storia
Fino al 1870 non esisteva un corpo di regole comune nello sport della vela. Anche su scala nazionale, ogni yacht-club aveva le proprie regole. In un'epoca di grande popolarità delle sfide tra yacht club diversi divenne sempre più evidente la necessità di una serie di regole comuni. Nonostante i numerosi tentativi di realizzazione di un'unica raccolta di regole, solo nel 1868 il Royal Victoria Yacht Club organizzò lo Yacthing Congress, al quale parteciparono 23 delegati provenienti da 14 club e durante il quale fu redatta da un sotto-comitato una raccolta di tutte le norme di tutti gli yacht club. La bozza sviluppata e adottata meno di un anno dopo dalla commissione, tuttavia, incontrò fiera resistenza e fu ampiamente criticata, per poi essere abbandonata.
Numerose altre associazioni nacquero per far fronte al crescente bisogno di regole uniformi, ma le norme proposte furono di volta in volta rifiutate. Finalmente, nel 1881 fu sviluppato un set di regole valide per le acque britanniche allorché il Royal Thames Yacht Club, il Royal Yacht Squadron (di questi due era all'epoca commodoro il Principe del Galles Albert Edward) e il New Thames Yacht Club entrarono nella yacht Racing Association.
Tuttavia, queste regole non potevano ancora essere "universali", in quanto sussistevano differenze tra i sistemi di misura inglesi, europei e nordamericani tali che barche di nazioni differenti non potessero gareggiare in maniera equivalente. Per ovviare a questo problema, nel 1906 fu tenuta una conferenza internazionale per stabilire delle unità di misura standard almeno a livello europeo. Esse sono tuttora usate in svariate classi.
Gli intervenuti alla conferenza (provenienti da Austria-Ungheria, Danimarca, Finlandia, Francia, Germania, Gran Bretagna, Paesi Bassi e Belgio, Italia, Norvegia, Spagna, Svezia, e Svizzera) si unirono nell'International Yacht Racing Union e istituirono una serie di regole di regata partendo da quelle del 1881.
Più tardi, nel 1929, dei delegati della North American Yacht Racing Union parteciparono alla stesura delle regole per evitare che ci fossero differenze tra le regole in uso in Nord America e quelle internazionali e che le une non venissero cambiate senza informare la controparte. Per avere un regolamento veramente universale si dovette aspettare il 1960.

## Struttura
Il volume completo comprende:
- segnali di regata (nella seconda di copertina)
- introduzione, Principio di base, Regole da 1 a 91 suddivise in 7 parti
- 14 appendici da A a P (saltando la I e la O, per evitare confusione con i numeri 1 e 0)
- definizioni dei termini principali.

## Le regole
Il regolamento stabilisce precise norme per ogni aspetto della regata, comprendendo, tre le altre, le regole di governo e di diritto di rotta (simili alle norme generali di diritto di rotta ma molto più complesse e articolate), quelle concernenti le varie procedure (procedura di partenza, di protesta, ecc) e quelle che regolano le penalità. Altre prescrizioni (per lo più contenute nelle appendici) riguardano l'assegnazione dei punteggi, la redazione del bando e delle istruzioni di regata, alcune procedure particolari in caso di gravi violazioni.
Ciascuna regola è identificata da un numero progressivo, con i suoi sotto-punti. Gli elenchi sono generalmente ordinati con lettere minuscole. Per esempio, la Regola 1 tratta della sicurezza in generale, la regola 1.2 specifica le prescrizioni sulla disponibilità a bordo di equipaggiamenti salvagente e di mezzi di soccorso pronti all'uso; la regola 18.1c identifica la terza clausola della regola 18.1; e così via. Le regole contenute nelle appendici vengono identificate dalla lettera dell'appendice che le contiene e il numero progressivo all'interno dell'appendice stessa.
Trattandosi di prescrizioni alle volte inadatte alle caratteristiche tecniche di alcune classi veliche, alle condizioni meteomarine e topografiche specifiche per ciascuna regata o al livello tecnico medio dei partecipanti a una manifestazione, le norme del regolamento possono essere modificate dalle prescrizioni dell'autorità nazionale competente (per l'Italia è la FIV, Federazione Italiana della Vela), dalle regole di classe (specifiche norme per ciascuna classe velica o di stazza) e dalle istruzioni di regata (regole valide per un'unica manifestazione o regata), tutto nei limiti di quanto stabilito dal Regolamento stesso con una regola specifica. L'ISAF pubblica periodicamente un Libro dei casi, che raccoglie le interpretazioni (valide come prescrizioni ufficiali) delle regole per favorirne l'interpretazione e l'applicazione. Con lo stesso fine, vengono pubblicati anche il Call Book for Match Racing e il Call Book for Team Racing, validi rispettivamente per i match race e per i match a squadre.

### Principi fondamentali
Le regole prevedono due principi fondamentali:
Autoregolamentazione dello sport velico"I concorrenti nello sport velico sono soggetti ad un insieme di regole che sono tenuti ad osservare ed a far rispettare", inoltre chi infranga una regola è tenuto a compiere una penalità, compreso anche il ritiro. Ci si appella così ai principi di correttezza sportiva, dando la facoltà (e l'obbligo) di applicazione del regolamento a qualsiasi concorrente.
Responsabilità ambientaleviene sancita l'importanza del rispetto per l'ambiente nell'ambito dello sport della vela, esortando i concorrenti a "minimizzare l'impatto ambientale".

### Parte 1 - Regole fondamentali
Nella prima parte vengono fissati alcuni principi di sicurezza (Regola 1) e di correttezza sportiva (Regole 2-5).

### Parte 2 - Quando le barche si incontrano
Le Regole della Parte 2, riguardanti il diritto di rotta e il passaggio di boe e ostacoli, non si applicano nel caso di incontro tra una barca che si sta attenendo alle Regole di regata e una che non lo stia facendo (inteso ovviamente come il non essere in regata): in tal caso si applicano le regole internazionali o quelle governative relative agli abbordi in mare.

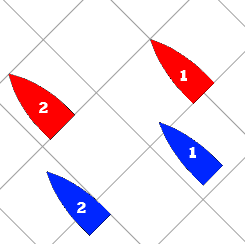
Nel caso 1 le barche sono ingaggiate (si applica in questo caso la Regola 11), nel caso 2 no (Regola 12). Nel caso 2 la barca rossa è libera dalla prua, la barca blu è libera dalla poppa.

Vengono previste, com'è ovvio, tutte le possibilità:
- Barche su mure differenti (Regola 10): tra barche su mure differenti (una mure a dritta, l'altra mure a sinistra[2]) ha diritto di rotta quella mure a dritta. Ciò significa che la barca mure a sinistra deve tenersi discosta[3] da quella mure a dritta.
- Barche sulle stesse mure: tra barche sulle stesse mure e che siano ingaggiate ha diritto di rotta la barca sottovento (Regola 11). Un ingaggio si verifica quando l'asse longitudinale dell'una interseca la perpendicolare all'asse longitudinale dell'altra passante per il suo punto più a poppa. Se l'ingaggio non si è verificato (Regola 12), la barca libera dalla poppa deve tenersi discosta da quella libera dalla prua. Una barca è libera dalla poppa quando tutto il suo scafo e la sua attrezzatura in posizione normale (ovvero nella loro normale situazione di utilizzo) si trovano dietro alla perpendicolare di cui sopra. L'altra barca è libera dalla prua.
- Una barca che stia virando e che abbia passato il punto di prua al vento dovrà tenersi discosta dalle altre barche fino a quando non si sia messa su una rotta di bolina stretta (Regola 13). Se due o più barche contemporaneamente sono in queste condizioni quella più a sinistra o più a poppa deve tenersi discosta. Quando una barca è soggetta a questa regola non è soggetta alle regole 10, 11 e 12. Di conseguenza, se virando passasse da mure a sinistra a mure a dritta, altre barche mure a sinistra non saranno obbligate tenersi discoste da essa finché non sarà su una rotta di bolina stretta.

Le regole da 14 a 17 limitano in vario modo l'applicazione delle regole precedenti, prescrivendo ad esempio che se una barca con diritto di rotta cambia rotta deve lasciare all'altra barca lo spazio per tenersi discosta. In tal modo si evitano situazioni in cui una barca con diritto di rotta, per rallentare o far assegnare una penalità a una barca che deve tenersi discosta, compia una manovra così improvvisa che la seconda barca non riesca a tenersi discosta.

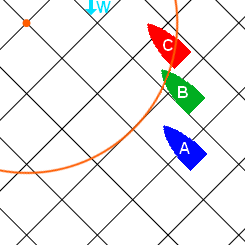
Ingaggi in boa: la barca B deve dare acqua in boa alla barca A, ma può pretenderla dalla barca C. Il cerchio arancione indica il limite della zona

Un'altra sezione della Parte 2 è dedicata a boe ed ostacoli:
- Quando due barche ingaggiate arrivano ingaggiate nella zona[4], la barca esterna deve dare spazio alla boa alla barca interna (Regola 18.2a). Tuttavia, se:
  - le barche sono su mure opposte e la giusta rotta per una delle due, ma non per entrambe, è virare
  - le barche sono su mure opposte su un bordo di bolina
  - una delle barche si sta avvicinando alla boa e l'altra se ne sta allontanando

la regola 18 non si applica. Se poi la boa è un ostacolo continuo, si applica la regola 19. La barca esterna, per dare acqua in boa, dovrà lasciare alla barca interna tutto lo spazio necessario (ma non è obbligata a lasciarne di più, né la barca interna ha diritto a chiederlo) perché la barca interna possa girare la boa senza toccarla e senza toccare le altre barche. In particolare, se la barca che chiede acqua in boa deve a sua volta darla a un'altra barca, la barca esterna dovrà manovrare in modo che entrambe le barche all'interno possano girare la boa. Inoltre, la barca che deve dare acqua in boa deve anche lasciare alla barca interna lo spazio per abbattere, se il girare la boa lo richiedesse.
L'ultima sezione della Parte 2 regola i casi particolari, tra questi:
- Barche che stiano eseguendo penalità ("Un giro", "Due giri", rientro nell'area di pre-partenza) deve tenersi discosta da una barca che non lo stia facendo. Tuttavia, una barca, a meno che non si trovi sulla propria giusta rotta[5], dovrà a sua volta tenersi discosta da una barca che stia eseguendo una penalità. La barca che esegua una penalità è quindi tenuta a non interferire con le altre barche (spostandosi in una zona più defilata del campo di regata), ma le altre barche, una volta che questa si sia tolta dalla loro giusta rotta, non potranno interferire con l'esecuzione della penalità.
- Se possibile, una barca deve tenersi discosta da barche rovesciate, all'ancora, o che prestano soccorso.

### Parte 3 - Conduzione di una regata
Nella terza parte del regolamento vengono definite tutte le procedure necessarie al compimento della regata. In particolare:
- Procedure di partenza: ogni regata deve essere annunciata da una precisa sequenza di segnali, acustici e visivi. Tuttavia, fa fede il segnale visivo: la mancanza di un segnale acustico non pregiudica la regolarità della procedura. I segnali sono i seguenti:

| Nome del segnale | Segnale visivo                      | Segnale sonoro | Minuti mancanti alla partenza                   |
| --- | ----------------------------------- | -------------- | ----------------------------------------------- |
| Avviso | Bandiera di classe                  | 1 suono        | 5 o quanto stabilito dalle Istruzioni di Regata |
| Preparatorio | P, I, Z, Z con I, U o bandiera nera | 1 suono        | 4                                               |
| Un minuto | Ammainata del Preparatorio          | 1 suono lungo  | 1                                               |
| Partenza | Ammainata dell'Avviso               | 1 suono        | 0                                               |
| Viene usato generalmente il termine "bandiera", ma la Regola 25.3 spiega che il Comitato di Regata può usare "una bandiera o un altro oggetto di aspetto simile", come per esempio un cartellone.[nb 1] |                                     |                |                                                 |
Se al Preparatorio è stata issata la lettera I, nessuna parte dello scafo, dell'attrezzatura o dell'equipaggio delle barche deve trovarsi nel lato di percorso della linea di partenza o dei suoi prolungamenti durante l'ultimo minuto. Se una barca viola questa regola, essa deve, prima di partire, portarsi completamente sul lato di pre-partenza, navigando attraverso uno dei prolungamenti (regola 30.1). Se invece la bandiera issata al segnale preparatorio è la Z, qualunque barca si trovi, con una parte dello scafo, dell'attrezzatura o dell'equipaggio, nel triangolo formato dalle boe di partenza e dalla prima boa di percorso riceverà una penalizzazione del 20% del punteggio. Se la prova viene fatta ripartire o viene ripetuta la barca sarà penalizzata comunque, ma non se la prova è differita o interrotta prima del segnale di partenza (regola 30.2). Se viene issata la bandiera nera, una barca che si trovi, con una parte dello scafo, dell'attrezzatura o dell'equipaggio, all'interno del triangolo sopra descritto verrà squalificata senza udienza. Se la prova è fatta ripartire o viene ripetuta, la barca è ugualmente squalificata, ma non se la prova è differita o interrotta prima della partenza. Se la prova viene ripetuta o fatta ripartire, la barca non potrà prendervi parte. Se lo fa, la squalifica non può essere scartata (regola 30.3).
- Dopo la partenza il Comitato di regata può accorciare il percorso o annullare la prova, segnalando l'azione con gli appositi segnali. Tali azioni possono essere intraprese se:
  - si è verificato un errore nella procedura di partenza
  - la presenza di maltempo o condizioni meteomarine sfavorevoli (compresa la mancanza di vento tale che l'arrivo di un qualsiasi concorrente sia improbabile entro il tempo limite)
  - una boa manca o è fuori posizione
  - la sicurezza o la regolarità della competizione possono essere pregiudicate

Il percorso potrà anche essere ridotto per permettere lo svolgimento delle altre prove in programma. Se però una barca ha completato il percorso entro il tempo limite ed è arrivata, il Comitato dovrà valutare le conseguenze nei confronti di tutte le barche (della prova e della serie) dell'annullamento. Viceversa, se nessuna barca arriva entro il tempo limite prescritto dalle Istruzioni di regata, il Comitato deve annullare la regata. Se la prova è fatta ripartire o viene ripetuta (tranne per quanto previsto dalle regole 30.2, 30.3 e 69) la violazione di nessuna regola, esclusa la regola 30.3, può precludere la partecipazione di una barca alla prova ripetuta o fatta ripartire o comportarne la penalizzazione;
- le barche in regata non devono toccare nessuna delle boe che inizino, finiscano o delimitino il lato corrente, delle boe di partenza prima di partire o delle boe di arrivo dopo essere arrivate (regola 31).

La regola 28 stabilisce come va percorso il campo di regata: le istruzioni di regata descrivono il percorso, le barche devono partire, navigare lungo il percorso e arrivare, lasciando le boe che iniziano, delimitano o concludono il tratto di percorso che sta percorrendo sul lato prescritto. Le boe che non corrispondono a questa definizione possono essere lasciate su un lato qualsiasi. Una barca ha regatato correttamente lungo il percorso quando un filo che ripercorra il tragitto della barca:
- passi ciascuna boa come prescritto dalle istruzioni
- tocchi tutte le boe da girare e
- in presenza di cancelli[7], ne passi tra le sue boe nella direzione corretta (ovvero: "dalla direzione della boa precedente").

Una barca può correggere qualsiasi errore relativo a queste prescrizioni prima di finire la regata.

### Parte 4 - Altri obblighi quando in regata
Le regole della parte 4 disciplinano la conduzione della regata per quanto riguarda sicurezza, correttezza sportiva, conduzione tecnica della barca, ecc.
- Quando la bandiera Y è issata contemporaneamente o prima del segnale di avviso, tutti i componenti dell'equipaggio devono indossare i dispositivi personali di galleggiamento (regola 40). L'unica eccezione consentita è durante il cambio o la sistemazione di vestiti o equipaggiamenti personali.
- L'unico modo in cui l'equipaggio può aumentare o diminuire la velocità della barca è l'utilizzo dell'arte marinaresca agendo e sfruttando vento e acqua. Inoltre può solo regolare l'assetto della vela e dello scafo, ma non può muovere il corpo in altro modo per dare propulsione alla barca (regola 42.1).
- Sono esplicitamente vietate dalla regola 42.2 le seguenti azioni:
  - pompaggio della vela, ovvero sventagliarla con cazzate e allascate o movimenti del corpo per farle prendere vento;
  - rollare: ottenuto mediante ripetuti aggiustamenti delle vele o della deriva, movimenti del corpo o azioni di governo della barca;
  - spingere: muovere rapidamente in avanti il corpo e arrestarlo bruscamente;
  - timonare: ripetuto movimento del timone per aumentare la velocità della barca o impedirne il movimento all'indietro;
  - virare o abbattere ripetutamente non per cambiamenti di vento o ragioni tattiche.
- È invece permesso dalla regola 42.3:
  - rollare la barca per agevolarne il governo;
  - effettuare virate col rollio, che permettono di passare attraverso la posizione di prua al vento più rapidamente della virata eseguita solo con lo spostamento del timone. Questo permette di perdere meno velocità. Tuttavia, la virata col rollio è permessa solo se la velocità della barca dopo la virata non è superiore alla velocità della barca prima della virata;
  - se sono possibili il surfing (rapida accelerazione scendendo sul lato sottovento di un'onda) o la planata, l'equipaggio può cazzare la scotta o la ritenuta di qualsiasi vela per dare inizio al surfing o alla planata, ma una sola volta per onda o raffica di vento. Non si applica quando si è di bolina;
  - una barca che sia più all'orza della rotta di bolina stretta e che sia ferma o quasi può timonare per portarsi su una rotta di bolina stretta;
  - è possibile timonare per ridurre la velocità della barca;
  - è permesso l'uso di qualsiasi mezzo di propulsione per prestare soccorso a una persona o a un naviglio in pericolo;
  - per liberarsi da un incagliamento o collisione con un'altra barca si può usare la forza degli equipaggi o qualsiasi altro congegno che non sia un motore;
  - le Istruzioni di regata possono autorizzare l'uso di motori o altri mezzi di propulsione in circostanze specificate, a patto che così facendo la barca non acquisti un significativo vantaggio nella prova.
- la barca che possa aver infranto una regola della parte 2 può eseguire una penalità di due giri, mentre se è stata violata la regola 31 la penalità sarà di un giro. Se però sono state violate contemporaneamente una regola della parte 2 e la regola 31, non è necessario eseguire la penalità per la violazione di quest'ultima. Se la violazione della regola ha causato gravi danni o lesioni o la barca ha ottenuto un significativo vantaggio nella prova o nella serie, il suo risultato dev'essere il ritiro. Ogni giro della penalità dovrà includere una virata e un'abbattuta. Se la penalità viene eseguita a cavallo della linea di arrivo, la barca dovrà passare completamente sul lato di percorso prima di arrivare (regole 44.1 e 44.2);
- è vietato scaricare volontariamente rifiuti in acqua (regola 55), coerentemente con il secondo dei principi fondamentali.

### Parte 5 - Proteste, riparazioni, udienze, cattiva condotta ed appelli
La prima sezione stabilisce, con le regole da 60 a 62, le modalità di presentazione di una protesta o riparazione.
La protesta e la riparazione sono i due modi attraverso i quali a una o più barche contemporaneamente possono essere assegnate una penalità (di punteggio e/o squalifica) o una riparazione. La riparazione consiste nel riconoscere una disparità o svantaggio subiti da una barca (dovuti a un errore di uno dei Comitati o dell'autorità organizzatrice, a danni o gravi lesioni causati dalla violazione da parte di un'altra barca di una regola della parte 2 o da parte di un altro mezzo obbligato a tenersi discosto, all'attuazione della regola 1.1 nei confronti di un'altra barca o equipaggio) e aggiustare il punteggio in modo equo per tutte le barche danneggiate o svantaggiate (anche quelle che non abbiano chiesto riparazione), tenendo anche in considerazione l'eventualità di annullare la prova. Protesta e riparazione possono essere presentate da una barca, da un comitato di regata o da un comitato per le proteste. Un'azione in seguito alla violazione della regola 69.1 non può essere sollecitata da una barca, ma è prerogativa del comitato di regata (che può segnalare la violazione al comitato per le proteste) e del comitato per le proteste (che agirà materialmente in osservazione di quanto prescritto dalla regola stessa). Il comitato di regata è obbligato a protestare una barca nel caso in cui riceva un rapporto a norma delle regole 43.1c o 78.3. Un comitato per le proteste può anche protestare una barca se nell'ambito di un'udienza per una protesta valida emerga il coinvolgimento di una barca non protestata la quale si ritiene che possa aver violato una regola. In ogni caso, un comitato di regata o per le proteste non potranno avanzare una protesta in seguito all'acquisizione di elementi da una protesta non valida. Proteste e riparazioni vanno presentate in forma scritta (tramite la compilazione degli appositi moduli) al comitato per le proteste entro un tempo limite da fissarsi attraverso le istruzioni di regata. Se le istruzioni non specificano alcun tempo limite esso è fissato a due ore dall'arrivo dell'ultima barca in regata (regola 61.3).
La protesta va segnalata alla barca protestata alla prima ragionevole occasione, a voce ed esponendo una bandiera rossa (sono esentate dall'obbligo di bandiera rossa le barche sotto i sei metri di scafo) che andrà tenuta issata fino a quando non sarà più in regata. Se dall'incidente non derivano danni o lesioni evidenti la barca protestante è esentata dall'obbligo di segnalazione immediata, purché la barca protestata sia informata del fatto entro il tempo limite).
La sezione B stabilisce, con le regole da 63 a 68, le modalità delle udienze.
Una barca o concorrente non possono essere penalizzati senza udienza, tranne per quanto prescritto dalle regole 30.2, 30.3, 67, 69, A5 e P2. Non si può prendere una decisione in tema di riparazioni senza udienza. Tutte le proteste e richieste di riparazione (a meno che non sia permesso ritirarle) consegnate all'ufficio di regata devono essere esaminate. Tutte le parti hanno diritto a essere presenti all'udienza e a un tempo per prepararsi a essa. I rappresentanti (salvo particolari disposizioni del comitato) di una barca devono essere stati a bordo al momento dell'incidente se la regola violata appartiene alla parte 2, 3 o 4. I testimoni che non stiano facendo una deposizione devono essere esclusi dall'udienza. Un'udienza può essere tenuta anche in assenza di una delle parti, ma se questa è assente per motivi irrevocabili l'udienza può essere riaperta. Se l'udienza è tenuta a norma della regola 69 il comitato può tenere l'udienza ugualmente, ma il fatto andrà messo a verbale. Un membro del comitato di protesta che sia parte interessata nell'udienza può comparire come testimone, ma non può prendere ulteriormente parte all'udienza. Inoltre, non appena un membro del comitato per le proteste venga a conoscenza di un proprio interesse personale nell'udienza deve farlo sapere il più presto possibile (lo stesso vale per il concorrente che lo venga a sapere riguardo a un membro del comitato). L'invalidità di una protesta (verificata nella fase preliminare dell'udienza) comporta la chiusura dell'udienza.
A una barca che abbia violato una regola può essere assegnata come penalità una squalifica, a meno che non abbia eseguito mentre in regata un'altra penalità applicabile. Tuttavia, la penalità in regata non conta se la squalifica prevista per la violazione in questione non è scartabile. Inoltre, se una barca ha violato una regola a causa della violazione da parte di un'altra barca, la prima sarà esentata dall'eseguire penalità e non potrà essere penalizzata in fase di udienza. Infine, se una barca viola una regola quando non in regata la penalizzazione le sarà assegnata nella regata più prossima nel tempo al momento della violazione.
A udienza terminata, il comitato per le proteste deve comunicare alle parti interessate l'esito dell'udienza stessa, specificando i fatti accertati, le regole applicabili, la decisione presa e le eventuali penalità inflitte o riparazioni concesse. Inoltre, ogni parte dell'udienza può richiedere per iscritto le informazioni di cui sopra e ha diritto a ottenerle in forma scritta, se necessario, grafica.
La sezione C, costituita unicamente dalla regola 69 e dai suoi sotto-punti, determina la procedura da seguire per l'imputazione di comportamento gravemente sconveniente.
Un comitato per le proteste può aprire un'udienza quando, da osservazione diretta o da qualsiasi altra fonte, emerga che un concorrente abbia violato in maniera grave una regola, le buone maniere o lo spirito sportivo, o abbia screditato lo sport. L'udienza deve essere prontamente annunciata all'interessato e può concludersi con un richiamo al concorrente o con l'esclusione del concorrente o la squalifica (se necessario) della barca dalla prova, dalla serie o dalla manifestazione. Nel caso dell'esclusione o della squalifica, il comitato ha l'obbligo di notificarla alle autorità nazionali della manifestazione, del proprietario della barca e del concorrente, ma non nel caso di un richiamo. Una squalifica in ossequio a questa regola non può essere scartata. Se si decide di non tenere l'udienza in assenza del concorrente o non si ha modo di tenere l'udienza in tempo utile, il comitato per le proteste dovrà inviare un rapporto completo all'autorità nazionale competente. Se il comitato per le proteste ha già lasciato la manifestazione e viene ricevuto un rapporto riguardante una condotta sconveniente andrà formato un nuovo comitato per le proteste. se l'autorità nazionale o l'ISAF ricevono un rapporto a norma della regola 69, potranno disporre un'udienza e assegnare, al suo termine, le penalizzazioni del caso, comprese sospensioni dell'eleggibilità a prendere parte a qualsiasi manifestazione sotto la propria giurisdizione, in via permanente o per un periodo di tempo stabilito. Se è un'autorità nazionale a prendere tale decisione, dovrà darne comunicazione all'ISAF, che provvederà a comunicare la penalizzazione alle altre autorità nazionali. In particolare, secondo le disposizioni FIV, a un concorrente cui sia sospesa l'eleggibilità da qualsiasi altra autorità nazionale o dall'ISAF è automaticamente e senza alcuna procedura sospesa l'eleggibilità anche nella giurisdizione FIV.
Nella sezione D viene affrontata la questione degli appelli. Un concorrente che voglia contestare una decisione di un comitato delle proteste o una sua procedura in un'udienza di cui sia parte interessata (non sono tuttavia contestabili i fatti accertati) o un comitato per le proteste che voglia che la propria decisione sia corretta o confermata possono rivolgersi all'autorità nazionale competente (nel caso in cui le barche debbano navigare in acque di più di un'autorità nazionale le istruzioni di regata devono specificare a quale autorità vanno inviati appelli e richieste di correzione. L'autorità nazionale potrà modificare in qualsiasi modo la decisione del comitato, anche in merito alla validità della protesta; potrà inoltre disporre una nuova udienza o la riapertura della precedente, davanti al medesimo o a un altro comitato. La decisione dell'autorità nazionale è inappellabile.

### Parte 6 - Iscrizione e qualificazione
L'iscrizione di una barca, presentata tramite un circolo (o un suo membro) affiliato a un'autorità nazionale membro dell'ISAF o tramite un membro di tale autorità, può essere rifiutata in qualsiasi momento prima della partenza della prima prova e comunque dandone valida motivazione. Tutte le barche devono rispettare le regole in merito all'identificazione della classe velica, della nazionalità e della barca individualmente (mediante rispettivamente i simboli della classe di appartenenza, una sigla specifica della nazione e un numero a più cifre), nonché le regole di classe e le specifiche tecniche relative.

### Parte 7 - Organizzazione della regata
Il regolamento non può essere modificato, salvo per quanto previsto dalle singole regole o da ulteriori specificazioni:
- L'autorità nazionale può modificare qualsiasi regola escluse le regole delle parti 1, 2 o 7, le regole 42, 43, 69, 70, 71, 75, 76.2, 79 o 80, una regola appartenente alle Appendici che modifichi una di queste regole, le appendici H o N e infine le Regulation ISAF 19, 20, 21 o 22.
- Le istruzioni di regata possono modificare qualsiasi regola, tranne la 76.1, l'appendice F e tutte le regole la cui modifica è vietata alle autorità nazionali.
- Le regole di classe possono modificare solo le regole 42, 49, 50, 51,52, 53 e 54, specificando di volta in volta la regola modificata e la modifica stessa.

Solo l'ISAF può autorizzare, nell'ambito di una singola manifestazione, una modifica delle regole normalmente non modificabili. Queste regole, comunque, possono essere modificate in via sperimentale nel caso in cui l'autorità nazionale lo permetta. Nella giurisdizione FIV è necessario richiedere l'autorizzazione alla FIV stessa e, al termine della prova, trasmettere un resoconto. Le istruzioni di regata possono modificare le regole di classe e le prescrizioni FIV, laddove permesso.
Le regate necessitano di un'autorità organizzatrice, che può essere:
- l'ISAF
- un'autorità nazionale membro dell'ISAF
- un circolo o un'altra organizzazione affiliata ad un'autorità nazionale
- un'associazione di classe, sia con l'approvazione di un'autorità nazionale sia congiuntamente ad un circolo affiliato
- un ente non affiliato congiuntamente ad un circolo affiliato, laddove l'ente non affiliato appartenga e sia controllato dal circolo. L'autorità nazionale del circolo può prescrivere che venga richiesta la propria preventiva autorizzazione per una tale manifestazione
- un ente non affiliato congiuntamente ad un circolo affiliato, laddove l'ente non affiliato non appartenga e non sia controllato dal circolo, previa autorizzazione dell'ISAF e della autorità nazionale del club

L'autorità organizzatrice nomina il comitato di regata e (se necessario) anche un comitato per le proteste e gli arbitri. Inoltre deve pubblicare, prima dell'inizio della manifestazione, il bando di regata e le istruzioni di regata, nelle quali andrà specificato esplicitamente il sistema di punteggio usato.
Il comitato per le proteste può essere nominato dall'autorità organizzatrice o essere una giuria internazionale nominata dall'ISAF a norma dell'appendice N.

## Appendici
Le regole contenute nelle Appendici prevalgono sulle regole delle parti da 1 a 7 e con le Definizioni in contrasto con esse. Come già detto, una regola contenuta in un'appendice va citata premettendo al numero della regola la lettera dell'appendice stessa.

### Appendice A - Punteggio
Le istruzioni di regata devono stabilire il numero di prove previste e il numero di prove completate necessarie per costituire una serie. Il punteggio che una barca realizza in una serie è dato dalla somma dei punteggi conseguiti nelle prove della serie, escludendo (scartando) il peggiore. Se i punteggi peggiori di una barca sono due o più, dovrà essere scartato (o dovranno essere scartati) il punteggio (o i punteggi) della prova corsa per prima (o delle prove corse per prime). La barca con il punteggio così ottenuto (se la manifestazione prevede più di una serie, il punteggio totale sarà la somma dei punteggi delle prove) inferiore sarà vincitrice e le altre verranno classificate conseguentemente. Il tempo di partenza di una barca è l'orario in cui viene dato il segnale di partenza per quella barca e l'ordine di arrivo dev'essere l'ordine in cui le barche attraversano la linea di arrivo.
I due principali sistemi di punteggio previsti dal regolamento sono il sistema a Punteggio Minimo e il sistema Bonus Point. Il primo assegna a ciascuna barca un numero di punti pari al suo piazzamento. Il secondo, basato sul presupposto che è più difficile passare da terzo a secondo che da undicesimo a decimo, premia le prime sei barche arrivate. I due sistemi possono essere riassunti secondo lo schema seguente:
| Posizione            | Punteggio Minimo    | Bonus Point         |
| -------------------- | ------------------- | ------------------- |
| Primo                | 1                   | 0                   |
| Secondo              | 2                   | 3                   |
| Terzo                | 3                   | 5.7                 |
| Quarto               | 4                   | 8                   |
| Quinto               | 5                   | 10                  |
| Sesto                | 6                   | 11.7                |
| Settimo              | 7                   | 13                  |
| Posizioni successive | aggiungere un punto | aggiungere un punto |

Nel caso in cui una barca non parta, non arrivi entro il tempo limite o dopo essere arrivata venga squalificata il suo punteggio dovrà essere maggiore di un punto al numero di iscritti nella serie. Se una barca si ritira o viene squalificata dopo l'arrivo le barche arrivate dopo di essa avanzeranno di una posizione in classifica e il loro punteggio cambierà di conseguenza. Se una barca ottiene la riparazione dal comitato di protesta e il suo punteggio viene corretto, quello delle altre barche dovrà rimanere invariato, a meno che il comitato stesso non decida altrimenti. Se due barche si trovano alla pari sulla linea di arrivo o (se si utilizza un sistema a tempo compensato o a handicap) il loro tempo compensato è uguale, i punti corrispondenti alla posizione dove le barche sono in parità e quello(i) immediatamente successivo(i), devono essere sommati e ridivisi in parti uguali. Le barche in parità per un premio lo devono dividere o ricevere più premi uguali.
In caso di parità all'interno di una serie, i punteggi delle barche in parità andranno ordinati dal migliore al peggiore e la parità sarà risolta al primo tra questi punti in cui ci sia una differenza a vantaggio della barca col punteggio migliore. In questa fase non si usa alcun punteggio scartato. Se ancora la parità rimane, le barche in parità dovranno essere classificate in base al loro punteggio nell'ultima regata, per poi confrontare i punteggi della penultima e così via. In questa fase vanno usati tutti i punteggi, anche quelli scartati. Un esempio:
| Barca   | Prova 1 | Prova 2 | Prova 3 | Prova 4 | Scarto | Totale |
| ------- | ------- | ------- | ------- | ------- | ------ | ------ |
| Barca A | 1       | 3       | 6       | 2       | 6      | 6      |
| Barca B | 4       | 1       | 1       | 5       | 5      | 6      |
| Barca C | 3       | 2       | 4       | 1       | 4      | 6      |

La barca B vince perché ordinando i punteggi risulta che, anche se tutte e tre hanno come primo miglior punteggio un primo posto, B ha anche come secondo miglior punteggio un primo posto, mentre sia A sia C hanno un secondo:
|                           | Barca A | Barca B | Barca C |
| ------------------------- | ------- | ------- | ------- |
| Primo miglior punteggio   | 1       | 1       | 1       |
| Secondo miglior punteggio | 2       | 1       | 2       |
| Terzo miglior punteggio   | 3       | 4       | 3       |

B quindi risulterà primo nella serie. La parità tra A e C però rimane, quindi, siccome il primo metodo non ha funzionato, si passerà al secondo, esaminando i punteggi in ordine dall'ultima prova alla prima. In questo caso il nostro confronto si ferma alla quarta prova, nella quale A è arrivato secondo e C primo. C, di conseguenza, avrà il secondo posto nella serie e A il terzo. Ovviamente nel caso in cui ci fosse stata una barca D che avesse avuto solo 5 punti anziché 6, questa sarebbe stata prima, B sarebbe stata seconda, C terza e A quarta.

### Appendice B - Tavole a vela
L'appendice B concerne le regate per le tavole a vela. L'appendice si apre con la definizione delle discipline e dei formati in cui queste possono svolgersi:
- Regata: può essere disputata come "regata su percorso", come "slalom" o come "maratona".
- Competizione artistica: si divide in "performance sull'onda" e "freestyle".
- Competizione di velocità: non ha ulteriori suddivisioni.

Segue una lista di definizioni che sostituiscono, integrano o modificano parzialmente quelle fornite nel Regolamento generale. Si passa poi alla modifica delle vere e proprie regole. Una differenza notevole con le regole generali sta nella regola 42: le barche a vela hanno una lunga serie di limitazioni riguardo alla propulsione, mentre secondo la regola B2.1a una tavola a vela deve essere spinta solamente dall'azione del vento sulla vela, dall'azione dell'acqua sullo scafo e dalle azioni del concorrente che non siano assistite. Inoltre, le tavole a vela possono toccare le boe, ma non ci si possono aggrappare (B2.5).
Viene anche modificata la procedura di partenza. Sono previsti tre sistemi, uno dei quali deve essere specificato dalle Istruzioni di Regata:
- Sistema 1: segue la regola 26 della parte generale.
- Sistema 2: si basa su una serie di segnali visivi, analoghi a quelli usati nel sistema 1, ma, a differenza di quest'ultimo, non vengono usate le lettere del Codice Internazionale dei Segnali, bensì bandiere rosse, gialle e verdi. Come per il Sistema 1, l'assenza di segnale acustico non fa testo, i tempi vanno presi dall'issata del segnale visivo. Di seguito la tabella riassuntiva:

| Nome del segnale | Segnale visivo                             | Segnale sonoro | Tempo mancante alla partenza |
| ---------------- | ------------------------------------------ | -------------- | ---------------------------- |
| Richiamo         | Bandiera di classe o numero della batteria | Nessun suono   | 3 min                        |
| Avviso           | Bandiera rossa e ammaino del Richiamo      | 1 suono        | 2 min                        |
| Preparatorio     | Bandiera gialla e ammaino dell'Avviso      | 1 suono        | 1 min                        |
|                  | Ammainata del Preparatorio                 | nessun suono   | 30 s                         |
| Partenza         | Bandiera verde                             | 1 suono        | 0                            |
- Sistema 3: si applica alle partenze dalla spiaggia, ovvero quando i concorrenti nella fase di pre-partenaz si trovano a terra o talmente vicini a essa da poter stare in piedi nell'acqua.
  1. Viene effettuato un sorteggio per determinare la posizione dei concorrenti sulla linea di partenza; la posizione 1 è sempre la più al vento.
  2. Il Comitato effettua una chiamata affinché i concorrenti si posizionino sulla linea di partenza e in seguito issa il segnale preparatorio, costituito da una bandiera rossa e un segnale acustico. A questo segnale può seguire, in qualsiasi momento, quello di partenza.
  3. Dopo il segnale di partenza, i concorrenti devono andare dalla loro posizione di partenza alla propria posizione di windsurfing seguendo la rotta più breve.

### Appendice C - Match race
L'appendice C modifica il corpo del regolamento in funzione del match race, ovvero la regata che impegna solo due imbarcazioni contemporaneamente. Una lunga serie di modifiche interessa le penalità:
- A meno che la penalità non sia stata segnalata da un arbitro, una barca in regata non è tenuta a eseguirla.
- Una barca che debba eseguire una o due penalità può annullarla se riesce a farne assegnare una alla barca avversaria: in questo modo a ciascuna delle due viene scalata una penalità: la barca che ce l'aveva già non la esegue (ma se ne aveva due dovrà eseguirne una) e nemmeno la barca cui è appena stata assegnata.
- Una barca con più di due penalità viene squalificata.
- Una barca che debba eseguire una penalità può farlo in un qualsiasi momento tra la partenza e l'arrivo. Se ne ha due deve eseguirne almeno una non appena ragionevolmente possibile. Analogamente, se gli arbitri segnalano una penalità, questa deve essere eseguita non appena ragionevolmente possibile.
- Le penalità non possono essere eseguite nella zona di una boa che delimiti un lato del percorso.

Le barche, sia nei tabelloni sia nelle segnalazioni in mare, sono identificate tramite due colori: una giallo e l'altra blu. Gli arbitri, quindi, esporranno assieme ai segnali visivi di penalità o richiamo una bandiera del colore corrispondente alla barca interessata.
La procedura di partenza è modificata, in particolare nei tempi e nei segnali.
| Nome del segnale | Segnale visivo                         | Segnale sonoro | Minuti mancanti alla partenza |
| --- | -------------------------------------- | -------------- | ----------------------------- |
| Segnale di attenzione | Bandiera F                             | 1 suono        | 10                            |
| | Ammaino della bandiera F               | nessun suono   | 6                             |
| Avviso | Esposizione pennello numerico          | 1 suono        | 5                             |
| Preparatorio | Bandiera P                             | 1 suono        | 4                             |
| Fine della pre-partenza | Bandiera blu, gialla o entrambe        | 1 suono        | 2                             |
| Partenza | Ammaino dell'Avviso e del Preparatorio | 1 suono        | 0                             |
| - A meno che le istruzioni di regata non indichino diversamente, il pennello numerico del segnale di avviso corrisponde al numero del volo cui si riferisce. - La bandiera issata a 2 minuti segnala che una o entrambe le barche non sono rientrate sotto la linea di partenza e devono farlo pena una penalità. - Il segnale di attenzione, nelle regate di grado 4 e 5 disputate sotto la giurisdizione FIV, viene esposto a sette minuti prima della partenza. |                                        |                |                               |

Nel match race, la zona è ridotta a due lunghezze di scafo, al posto delle tre previste dalle definizioni.
Nel match race le boe di percorso vanno lasciate sulla destra, mentre secondo le regole generali vanno lasciate a sinistra. Ovviamente le istruzioni di regata possono stabilire diversamente.

### Appendice D - Regate a squadre

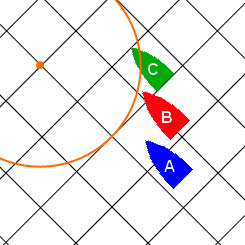
Nella regata a squadre la zona attorno alla boa entro la quale si applica la regola 18 è ridotta a due lunghezze. Nel caso rappresentato, la barca C è nella zona, quindi A e B, che le sono ingaggiate, hanno diritto di spazio alla boa.

La regata a squadre si disputa tra barche riunite, per l'appunto, in squadre: nella classifica di ciascuna prova il punteggio della squadra sarà la somma dei punteggi (assegnati secondo l'Appendice A) delle barche appartenenti a essa. Vince la squadra con meno punti.
La zona della boa è ridotta a due lunghezze di scafo, come per il match race.
Violazioni delle regole della Parte 2 che danno luogo a incidenti tra barche della stessa squadra non comportano penalità, a meno che non si verifichi un contatto. Inoltre, barche della stessa squadra possono aiutarsi a vicenda, in deroga alla regola 41, purché non avvengano comunicazioni elettroniche. (Regola D 1.2)
Le prove in cui si ricorre all'arbitraggio devono essere segnalate nelle istruzioni di regata o issando la bandiera U prima o contemporaneamente al segnale di avviso.

### Appendice E - Barche radiocomandate
L'appendice E concerne le regate disputate tra barche radio-comandate e prive di equipaggio a bordo. La necessità principale, ovviamente, è di adattare le regole sugli annunci e sulle comunicazioni da barca a barca a una situazione in cui i concorrenti (intesi come coloro che controllano le barche) sono a terra e potenzialmente dispersi lungo il bordo dello specchio d'acqua in cui ha luogo la regata; a tal proposito, la regola E3.1 permette di inserire nelle Istruzioni di regata una prescrizione che obblighi i concorrenti a rimanere in una zona specifica denominata area di controllo.

### Appendice G - Identificazione sulle vele

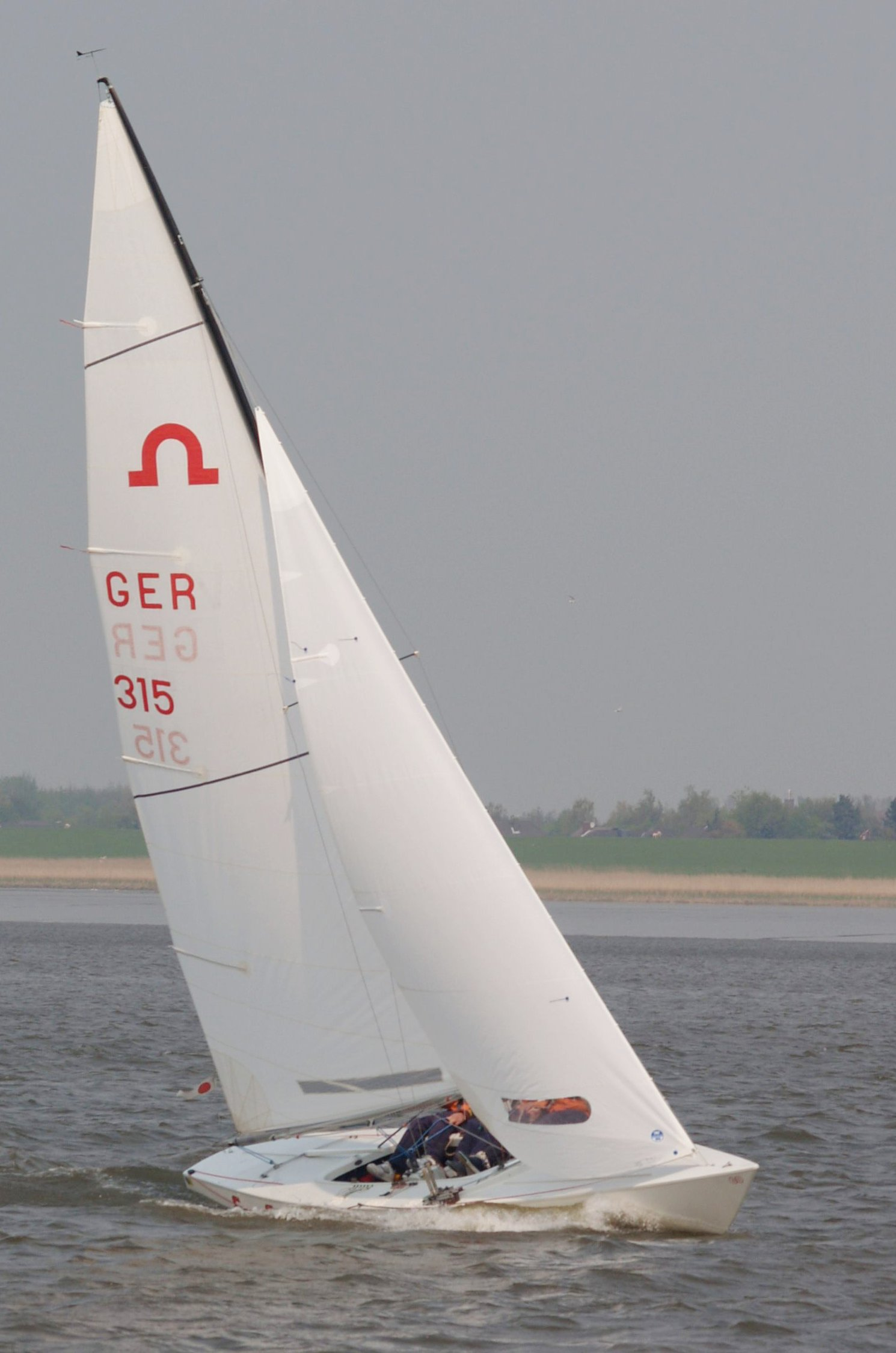
Un Soling in navigazione. Si noti il posizionamento "sfalsato" delle scritte sui due lati della vela per evitare sovrapposizioni in trasparenza, come prescritto dalla regola G1.3(a). Il simbolo di classe non è "sfalsato" perché la sovrapposizione non determina problemi di riconoscimento

Le barche devono avere su randa, fiocco e spinnaker il simbolo di classe e un numero di massimo quattro cifre assegnato dall'autorità nazionale o dall'associazione nazionale di classe. Nelle manifestazioni internazionali (ad esempio campionati del mondo o continentali ed eventi organizzati dall'ISAF) è anche necessaria una sigla di tre lettere che identifichi la nazionalità della barca. Le sigle sono stabilite dall'ISAF, quella per l'Italia è ITA. La prescrizione sulla sigla di nazionalità non si applica quando l'organizzatore fornisce le barche a tutti i concorrenti. La regola G1.2 contiene le specifiche tecniche dei caratteri da usare per le lettere nazionali e per i numeri velici.
Viene poi determinato il posizionamento di simboli e scritte nella vela:
- il simbolo e le scritte devono essere all'interno di un settore circolare centrato nella penna della vela e tracciato con raggio pari al 60% della lunghezza della caduta poppiera della vela
- il simbolo di classe sta sopra alle lettere nazionali
- le lettere nazionali stanno sopra il numero velico.
- per evitare che, a causa della parziale (o totale, nel caso delle vele in carbonio) trasparenza delle vele, le scritte diventino illeggibili, queste dovranno essere posizionate ad altezze diverse sui due lati della vela. Fa eccezione solo il simbolo di classe quando questo sia dotato di simmetria assiale verticale (ovvero quando, sovrapposte sui due lati della vela, i due simboli risultino combacianti).

Il simbolo di classe e le lettere nazionali vanno anche riportati su entrambi i lati del genoa o di altre vele di prua "la cui bugna può estendersi a poppavia dell'albero per il 30% o più della lunghezza della base della randa" (regola G1.3(e) ). Per quanto riguarda lo spinnaker, è sufficiente riportarvi il numero velico e le lettere nazionali solo sul lato di prua.

### Appendice H - Pesatura del vestiario e dell'equipaggiamento
Vestiario ed equipaggiamento devono essere pesati dopo essere stati bagnati e lasciati a sgocciolare per un minuto, per simulare il peso che l'indumento avrà in regata.

### Appendice J - Bando e istruzioni di regata
Il bando di regata deve sempre contenere:
- nome, luogo, data della manifestazione e nome dell'autorità organizzatrice
- "che la manifestazione sarà disciplinata dalle regole come definite nelle Regole di Regata" (J1.1(2) )
- altre regole che si applicano all'evento e come e dove queste possono essere consultate
- classi ammesse all'evento e sistemi di rating applicati a ciascuna classe, condizioni di iscrizione
- quando sarà aperta la registrazione e quando verrà dato il segnale di avviso della regata di prova e della prima regata. Se le prove successive sono già programmate andrà indicato anche quando verrà dato il loro segnale di avviso
- altre informazioni che possano influenzare la decisione di un concorrente sulla propria partecipazione, per esempio un elenco di regole che verranno modificate dalle istruzioni di regata.

Le istruzioni di regata devono informare su:
- l'applicazione delle Regole di Regata della Vela
- altre regole che si applicano all'evento e come e dove queste possono essere consultate
- programma delle prove, classi ammesse e tempistica della procedura di partenza
- descrizione del percorso, delle boe che lo individuano - precisando da che lato e in che ordine vanno girate -, delle linee di partenza e di arrivo, delle bandiere di classe e di altri segnali usati
- tempo massimo entro cui le barche devono arrivare
- sistema di rating e classi alle quali si applicherà
- se non viene usato il sistema a punteggio minimo o quelli previsti dalle regole di classe, va descritto il sistema di punteggio utilizzato, specificando quante prove verranno effettuate e da quante prove è costituita una serie (è necessario indicarlo perché dopo aver concluso una serie è possibile avvalersi dello scarto del punteggio peggiore)
- altre informazioni che si applichino, tra cui:
  - che le regole della Parte 2 saranno sostituite dalle più generali regole sul diritto di rotta, come definite dai trattati internazionali o da prescrizioni del governo locale
  - quali Regole, prescrizioni dell'autorità nazionale e regole di classe saranno modificate e quali modifiche saranno apportate; se l'ISAF richiede la propria approvazione per poter modificare una regola è necessario allegare l'autorizzazione stessa)
  - se le barche, mentre sono in regata, attraversano acque nazionali di più paesi, va indicato quali regole si applichino
  - procedure per modificare le istruzioni di regata, sia a terra sia in acqua; posizione dell'albo dei comunicati